# Saint-Philbert-sur-Orne
Saint-Philbert-sur-Orne település Franciaországban, Orne megyében. Lakosainak száma 112 fő (2022. január 1.). Saint-Philbert-sur-Orne Les Isles-Bardel, Le Mesnil-Villement, Rapilly, Ménil-Hubert-sur-Orne, Putanges-le-Lac és Athis-Val de Rouvre községekkel határos.

## Népesség
A település népessége az elmúlt években az alábbi módon változott:
| Lakosok száma | 106  | 110  | 116  | 114  | 117  | 119  | 117  | 114  | 112  |
|               | 2013 | 2015 | 2016 | 2017 | 2018 | 2019 | 2020 | 2021 | 2022 |